# Баграт I Магистрос
Баграт I (груз. ბაგრატ I, умер в 945 году) — грузинский принц Тао-Кларджети из династии Багратионов и князь Верхнего Тао. Он также имел византийский титул магистра и обширные владения в Джавахети, Шавшети, Кола, Артаани и Басиани.

## Биография
Баграт был сыном грузинского царя Адарнасе IV. Он унаследовал княжество Верхнего Тао после смерти своего родственника Гургена II в 941 году и фактически стал основателем «второго линии Таойских Багратидов», существование которого продолжалось до 1000/1001 года. Согласно Вахушти Багратиони Баграт также имел византийский титул куропалата, но это не подтверждается более ранними источниками. У Баграта остался сын Адарнасе. Церковная надпись из Ишхани (ныне в Турции) называет Баграта «магистром и царём».